# Blahodatne
Blahodatne (in ucraino Благодатне?; fino al 2016 Čapajevka, in ucraino Чапаєвка?; fino al 1923 Bohuškova Slobidka, in ucraino Богушкова Слобідка?) è un insediamento di tipo urbano di 3.331 abitanti dell'Ucraina, situato nell'oblast' di Čerkasy.
Attualmente è sede della 115ª Brigata meccanizzata dell'esercito ucraino.